# 사조씨푸드
사조씨푸드는 사조그룹 계열의 수산기업이다.